# شروین وکیلی
شروین وکیلی (زادهٔ ۸ شهریور ۱۳۵۳) نویسنده، پژوهشگر، نظریه‌پرداز، جامعه‌شناس، تاریخ‌نگار و اسطوره‌پژوه ایرانی است. او مدیر گروه جامعه‌شناسی تاریخی انجمن جامعه‌شناسی ایران است.
او همچنین در رشتهٔ زیست‌شناسی تحصیل و تدریس کرده و از پشتیبانان آموزش نظریهٔ فرگشت در مدارس و دانشگاه‌هاست.
شروین وکیلی در تأسیس چندین سازمان مردم نهاد و مدیریت چند نهاد دیگر و نوشتن در روزنامه‌ها و نشریه‌های عمومی و تخصصی شرکت داشته‌است.
دستگاه نظری او رویکرد سیستم‌های پیچیده است و شمار زیادی کتاب و مقاله در این زمینه منتشر کرده‌است. او همچنین در فضای عمومی فعال است و با بسیاری از شخصیت‌های فرهنگی سرشناس بحث و مناظره داشته‌است. شروین وکیلی نظریه‌پردازی ملی‌گرا و هوادار وحدت و یگانگی اقوام ایرانی است و باز تعریف «منِ ایرانی» را کلید برون‌رفت از بحران تاریخی کنونی حوزهٔ تمدن ایرانی می‌داند.

## زندگی
شروین وکیلی در هشتم شهریور سال ۱۳۵۳ در تهران زاده شد. در رشته‌های زیست‌شناسی و جامعه‌شناسی تحصیل کرد و دو کارشناسی ارشد (جانورشناسی با گرایش فیزیولوژی اعصاب/ ۱۳۷۸ و جامعه‌شناسی با گرایش فرهنگ) از دانشگاه تهران گرفته و دکترای خود را با گرایش جامعه‌شناسی سیاسی در دانشگاه علامه طباطبایی دریافت کرده‌است.  او طی سالهای ۱۳۷۲ تا ۱۳۹۲ در دبیرستان‌ها و از سال ۱۳۷۵ تا کنون در دانشگاه‌های تهران تدریس کرده‌است و بیشتر این دوران را به تدریس در دبیرستان‌های تیزهوشان (علامه حلی و فرزانگان) و دانشگاه تهران گذرانده‌است. 
آثار او بر مباحث مربوط به هویت ایرانی و تاریخ و تمدن ایران‌زمین تمرکز یافته و یکصدوسی عنوان کتاب و حدود دویست مقاله و یادداشت را شامل می‌شود، که برخی‌شان به عنوان پژوهش برتر شناخته شده‌اند. او همچنین رمان علمی-تخیلی و رمان تاریخی می‌نویسد و بر مبنای آثارش سریال تلویزیونی (نردبام آسمان بر مبنای رمان جام جمشید) و بازی رایانه‌ای (گرشاسپ بر مبنای رمان سوشیانس) تولید شده‌است. مباحثی که تدریس کرده هم بیشتر به عصب‌شناسی، تکامل زیستی، نظریهٔ پیچیدگی، اسطوره‌شناسی و جامعه‌شناسی تاریخی تمرکز داشته‌است. 

## فعالیت مدنی
شروین وکیلی در سال ۱۳۷۸ سازمانی مردم نهاد به نام کانون خورشید را تأسیس کرد و در ۱۳۸۳ موسسه‌ای فرهنگی به نام خورشید راگا بنیان نهاد. او در تأسیس نهادهای مدنی دیگری مانند انجمن فلسفهٔ دانشگاه تهران، گروه جامعه‌شناسی تاریخی انجمن جامعه‌شناسی ایران، انجمن زروان، کانون جوانان اکباتان و چند نهاد دیگر نیز نقشی محوری داشته‌است. او همچنین عضو هیئت علمی چندین همایش بین‌المللی (هزارهٔ شاهنامه- ۱۳۹۰، حافظ شیرازی- ۱۳۹۴، ملک‌الشعرای بهار- ۱۳۹۵، همایش ملی پژوهشهای اجتماعی و فرهنگی- ۱۳۹۶) بوده‌است. 

## دستگاه نظری
شروین وکیلی بر مبنای سرمشق نظریهٔ سیستم‌های پیچیده دستگاهی مفهومی دربارهٔ ارتباط «من» و نهاد (عاملیت انسانی و ساختار اجتماعی) پیشنهاد کرده که در قالب هفت جلد کتاب انتشار یافته و اغلب با نام دیدگاه زُروان شناخته می‌شود. این چارچوب مفهومی برای بازتعریف هویت ایرانی به کار گرفته شده و او بر این مبنا سه حوزهٔ پژوهشی (جامعه‌شناسی تاریخی، فلسفه، اسطوره‌شناسی) تعریف کرده و در هریک مجموعه‌ای از کتاب‌ها را منتشر کرده‌است. برخی از این کتاب‌ها در سطح ملی جوایزی را ربوده یا برای آن نامزد شده‌اند؛ مثلاً کتاب نظریهٔ منش‌ها (از مجموعهٔ دیدگاه زروان) که در ابتدای کار پایان‌نامهٔ کارشناسی ارشد وی در رشتهٔ جامعه‌شناسی بود در سال ۱۳۷۹ به عنوان پایان‌نامهٔ برتر برگزیده شد و کتاب تاریخ خرد ایونی (از مجموعهٔ تاریخ خرد) در سال ۱۳۹۶ نامزد بهترین کتاب سال در رشتهٔ فلسفهٔ غرب شد و یکی از پنج کتاب برگزیده بود.وی معتقد است که ایران از فرصت‌های پس از فروپاشی اتحاد جماهیر شوروی برای بازیابی حوزه نفوذ خود بهره نبرده‌است او در مصاحبه‌ای از این که برخی نژادهای ایرانی به نادرستی به عنوان دیاسپورا مورد اشاره قرار می‌گیرند انتقاد کرد.وی در گفت‌وگویی که به نقد تاریخ خرد ایونی به عنوان یکی از مشهورترین کتاب‌های نویسنده برگزار شد از سوی عبدالصالح جعفری از فعالان دانشجویی سابق، مجتهد، پزشک و دین پژوه مورد تقدیر قرار گرفت.

## نوشته ها

### کتاب‌های انتشار یافته

#### رمان‌ها و داستان‌ها
- ماردوش ۱۳۷۹
- جنگجو ۱۳۸۱
- سوشیانس ۱۳۸۳
- جام جمشید ۱۳۸۶
- حکیم فارابی ۱۳۸۷
- راه جنگجو ۱۳۸۹
- نفرین صندلی (مبل جادویی) ۱۳۹۱
- دازیمدا ۱۳۹۳
- جم ۱۳۹۵
- فرشگرد ۱۳۹۵
- زریر؛ مجموعه داستان کوتاه تاریخی ۱۳۹۵
- گرشاد؛ مجموعه داستان کوتاه طنز ۱۳۹۵
- فارابی ۱۳۹۶
- جام جمشید ۱۳۹۶
- آرمان‌شهر؛ مجموعه داستان کوتاه علمی-تخیلی ۱۳۹۸
- هشت سرنوشت بهرام ۱۳۹۸

#### عصب و روان‌شناسی
- کالبد شناسی آگاهی ۱۳۷۷
- رساله هم افزایی ۱۳۷۷
- خلاقیت ۱۳۸۵
- مغز خفته: روانشناسی و فیزیولوژی خواب و رویا ۱۳۸۵
- کارگاه مناظره ۱۳۸۵
- درباره‌ی زمان: زروان کرانمند ۱۳۹۱
- عصب شناسی لذت ۱۳۹۱
- فرگشت انسان ۱۳۹۴
- همجنس گرایی: از عصب شناسی تا تکامل ۱۳۹۵

#### جامعه‌شناسی سیستمی
- مدلسازی تغییرات فرهنگی به کمک نظريه‌ سیستم های پیچیده ۱۳۸۴
- جامعه شناسی جوک و خنده ۱۳۸۵
- روانشناسی خودانگاره ۱۳۸۹
- نظریه‌ سیستم‌های پیچیده ۱۳۸۹
- نظریه‌ منش‌ها ۱۳۸۹
- نظریه‌ قدرت ۱۳۸۹
- زبان، زمان، زنان ۱۳۹۱
- جام جم زروان ۱۳۹۳
- جامعه شناسی تاریخ مکان ۱۳۹۷

### راهبردهای زروانی
- خلاقیت ۱۳۸۵
- کارگاه مناظره ۱۳۹۲
- بازی نامک ۱۳۹۵

#### اسطوره‌شناسی
- رویای دوموزی ۱۳۷۹
- اسطوره‌شناسی پهلوانان ایرانی ۱۳۸۹
- اسطوره‌ یوسف و افسانه زلیخا ۱۳۹۰
- اسطوره‌شناسی آسمان شبانه ۱۳۹۱
- اسطوره‌آفرینش بابلی ۱۳۹۲
- پالایش های امپدوکلس ۱۳۹۴
- اسطوره‌شناسی ایزدان ایرانی ۱۳۹۵
- اودیپ شهریار ۱۳۹۸

#### تاریخ تمدن ایرانی
- تاریخ کوروش هخامنشی ۱۳۸۹
- اسطوره‌ی معجزه‌ی یونانی ۱۳۸۹
- داریوش دادگر ۱۳۹۰
- کوروش رهایی‌بخش ۱۳۹۳
- تاریخ سیاسی شاهنشاهی اشکانی ۱۳۹۳
- تاریخ نهاد در عصر ساسانی ۱۳۹۶

#### تاریخ
- سرخ، سپید، سبز: شرحی بر رمانتیسم ایرانی ۱۳۷۹
- گاندی ۱۳۹۶
- تاریخ نژادهای ایرانی ۱۳۹۸
- تاریخ اقوام ایرانی در عصر پیشا اسلامی ۱۳۹۸
- تاریخ اقوام ایرانی در دوران معاصر ۱۳۹۸
- تاریخ همزمانی؛ عصر مظفری ۱۳۹۸
- رام:  روزشمار معنادار ایرانی(۴ جلد) ۱۳۹۸
- ایران تمدن راه ها ۱۳۹۸

#### تاریخ خرد
- زند گاهان ۱۳۹۲
- تاریخ خرد ایونی ۱۳۹۵
- واسازی افسانه افلاطون: واسازی یک افسانه‌ی فلسفی ۱۳۹۵
- خرد بودایی ۱۳۹۵

#### تاریخ هنر
- رمز شناسی دست و انگشت در ایران ۱۳۹۷
- نقاشی دو دشمن ۱۳۹۸
- تاریخ هنر ایرانی، جلد نخست: عصر پیشاتاریخی ۱۳۹۸
- تاریخ هنر ایرانی، جلد دوم: عصر برنز ۱۳۹۸
- تاریخ هنر ایرانی، جلد سوم: عصر آهن ۱۳۹۸

#### فلسفه
- آناتومی شناخت ۱۳۷۸
- درباره آفرینش پدیدارها ۱۳۸۰
- کشتن مرگ ارزان ۱۳۹۵
- گفتگوهای جنگل ۱۳۹۸

#### دادِ سخن: جامعه‌شناسی تاریخی شعر معاصر پارسی
- ملک‌الشعرای بهار ۱۳۹۴
- نیما یوشیج ۱۳۹۴
- پروین، سیمین و فروغ ۱۳۹۵
- لاهوتی و شاعران انقلابی ۱۳۹۵
- خویشتن پارسی ۱۳۹۵
- عشاق نامه ۱۳۹۵
- تپ اختر؛ گلچین شعر فارسی ۱۳۹۸

#### سفرنامه‌ها
- سفرنامه‌ سغد و خوارزم ۱۳۹۶
- سفرنامه‌ چین و ماچین ۱۳۹۶
- سفرنامه ختا و ختن ۱۳۹۷
- سفرنامه مسکو و سن پترزبورگ ۱۳۹۷
- سفرنامه هند شمالی ۱۳۹۸

#### کتاب های دیگر
- نام شناخت ۱۳۸۲
- کاربرد نظریه سیستم های پیچیده در مدلسازی تغییرات فرهنگی ۱۳۸۴
- رخ نامه: جلد نخست ۱۳۹۵
- گفتگوهای من پارسی (۳ جلد) ۱۳۹۸

#### مجموعه مقاله ها
- نظریه زروان ۱۳۹۵
- جامعه شناسی ۱۳۹۵
- تاریخ ۱۳۹۵
- اسطوره شناسی ۱۳۹۵
- ادبیات ۱۳۹۵
- روان شناسی ۱۳۹۵
- فلسفه ۱۳۹۵
- زیست شناسی ۱۳۹۵
- آموزش و پرورش ۱۳۹۵

### همکاری در ترجمهٔ کتاب
- لتیری، دن.جی. نظریه‌های سوء مصرف مواد مخدر، ویراستار ترجمه محمد رضایی، انتشارات جامعه و فرهنگ، ۱۳۸۴.
- هال، استوارت و …، مطالعات فرهنگی: دیدگاه‌ها و مناقشات، ویراستار ترجمه محمد رضایی، انتشارات جهاد دانشگاهی دانشگاه تهران، ۱۳۸۶.